# صرافة العملات

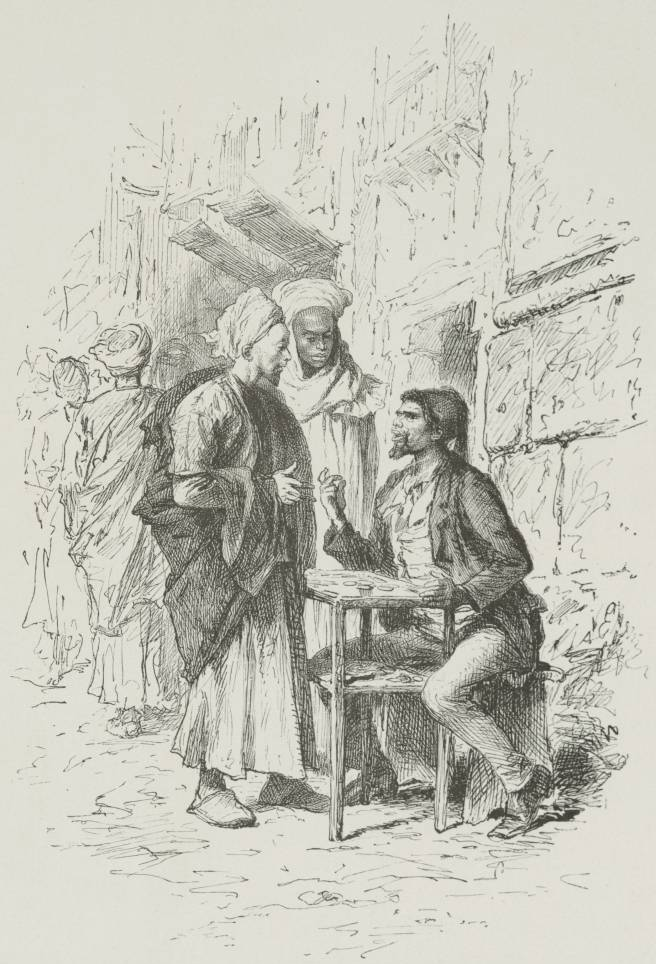
صراف مصري 1878م

صرافة العملات هي محل أو مؤسسة مالية تعمل على استبدال العملات للزبائن بعملات أخرى. توجد في المدن الكبيرة في كل بلد، كما توجد في المطارات والموانئ ويتصل عملها بالسياح وزوار البلد. وتسهل صرافة العملات وصرف الحوالات والشيكات مقابل رسوم تتقاضاها عن الخدمة التي تقدمها للزبائن. وهي تنتشر في معظم أنحاء العالم خصوصاً في مزارات السياح والتجار.